# Rothenbrunnen
Rothenbrunnen (rätoromanska Giuvaulta, äldre tyskt namn Juvalt) är en ort och kommun i regionen Viamala i kantonen Graubünden, Schweiz. Kommunen har 312 invånare (2023). Den ligger på östra sidan av floden Hinterrheins dalgång, ungefär en mil norr om distriktshuvudorten Thusis.
Rothenbrunnen blev en egen kommun 1848, och hörde innan dess till närbelägna Tomils. Det rätoromanska och äldre tyska namnet kommer av två borgar från 1200-talet, Hochjuvalt och Innerjuvalt. Det nuvarande tyska namnet ("röda brunnen" i svensk översättning) är belagt första gången 1560 och syftar på en ännu fungerande hälsokälla med järnhaltigt vatten.

## Språk
Det traditionella språket var sutsilvansk rätoromanska. Under 1800-talets slut fick dock tyska språket inpass, och under första halvan av 1900-talet tog detta språk över helt. 

## Religion
Efter att reformationen slagit igenom i grannbyn Almens 1592 sökte sig Rothenbrunn dit i kyrkliga sammanhang. En egen kyrka byggdes först 1741. Numera finns en betydande katolsk minoritet som söker kyrka i Tomils.

## Utbildning
Rothenbrunnen har en låg- och mellanstadieskola som är tyskspråkig. Högstadieeleverna går i Paspels i grannkommunen Domleschg.

## Arbetsliv
Av de förvärvsarbetande pendlar de flesta ut ur den egna kommunen, främst till kantonshuvudstaden Chur, men också till de mer närbelägna tätorterna Thusis och Cazis.